# Jarandilla de la Vera
Jarandilla de la Vera è un comune spagnolo di 2 970 abitanti situato nella comunità autonoma dell'Estremadura.